# Senza di voiǃ

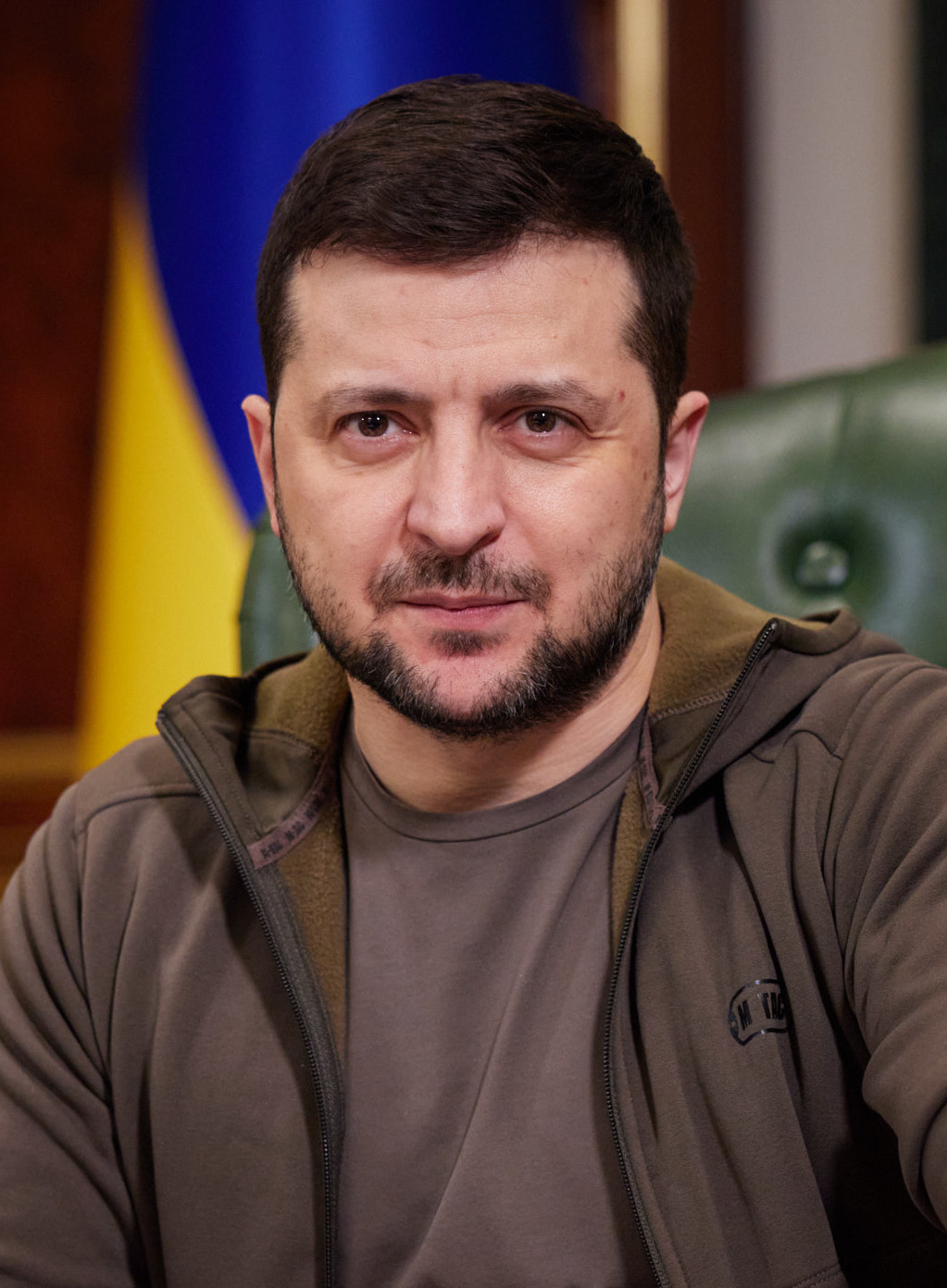
Zelens'kyj durante un discorso alla nazione

«Senza di voi!» è la locuzione ricorrente del discorso che l'11 settembre 2022 il presidente dell'Ucraina Volodymyr Zelens'kyj ha rivolto sulle sue pagine Facebook e Telegram al popolo russo, in occasione del 200º giorno dall’inizio dell'invasione russa del territorio ucraino. Con tale discorso Zelens'kyj ha voluto esternare chiaramente la profonda spaccatura tra Russia e Ucraina, affermando che il suo popolo avrebbe preferito vivere senza cibo, acqua e risorse energetiche, piuttosto che con i russi. 

## Presupposti e contenuti
Il 24 febbraio 2022, ebbe inizio l'invasione russa dell'Ucraina che, in breve, consentì ai russi di prendere il controllo del canale della Crimea settentrionale, della città di Cherson e dell'importante centrale nucleare di Zaporižžja. Sempre dalla Crimea, le truppe russe si sono spinte verso est seguendo la costa, fino a ricongiungersi con quelle penetrate dal Donbass e a conquistare Mariupol'.
Nel frattempo, una colonna di carri armati russi lunga circa 65 kilometri era giunta sino alla periferia della capitale Kiev, con l'obiettivo di conquistarla. A questo punto si ebbe la svolta. Dal 25 marzo le truppe ucraine hanno lanciato una serie di contrattacchi nelle aree vicine alla capitale riottenendo nei giorni successivi il controllo di diversi centri e accusando nel contempo le forze russe di aver perpetrato uccisioni di massa di civili e torture nel corso dell'occupazione di tali aree.
Nei giorni immediatamente precedenti al discorso di Zelens’kyj le forze ucraine stavano perseguendo un'insperata contro-offensiva liberando enormi parti di territorio nel nord e nell'est del paese, già conquistate dai russi all’inizio dell’operazione.

## Passi principali del discorso
Dopo una breve introduzione, Zelens'kyj fa riferimento ai bombardamenti russi di alcuni giorni precedenti su alcune centrali elettriche ucraine, lasciando senza elettricità tutte le regioni di Charkiv e di Donec'k, ampie aree nell'oriente ucraino ed altre zone. L'attacco, che appariva come una ritorsione russa alla controffensiva ucraina in corso, è definito da Zelens'kyj un atto terroristico. Zelens'kyj calca questa definizione, consapevole della coincidenza tra il 200º giorno di guerra e il ventunesimo anniversario degli attentati terroristici negli Stati Uniti dell’11 settembre 2001. 
Zelens'kyj, quindi, contraddice e sovverte la "narrazione" russa circa l'identità sostanziale dei due popoli. Respinge poi il ricatto di Mosca, su gas, elettricità, acqua e persino sulla fame, invitando il popolo russo a leggere sul labiale delle sue labbra lo slogan «Senza di voi!». Il messaggio si conclude con la certezza della vittoria e del ristabilimento delle risorse alimentari, idriche ed energetiche in Ucraina ma senza la presenza dei russi.
Senza gas o senza di voi? Senza di voi.
Senza elettricità o senza di voi? Senza di voi.
Senza acqua o senza di voi? Senza di voi.
Senza cibo o senza di voi? Senza di voi.
Perché per noi il freddo, la fame, l'oscurità e la sete non sono tanto terribili e mortali quanto la vostra "amicizia e fraternità”.
Ma la storia rimetterà tutto al suo posto.
Avremo gas, luce, acqua e cibo… e tutto questo, noi lo otterremo senza di voi!»

## Reazioni e conseguenze
Il discorso è diventato uno dei simboli della determinazione della resistenza ucraina all'occupazione russa. Dopo la sua diffusione, è iniziato un flash mob online tra gli ucraini, che l'hanno subito pubblicato sui social media con l'hashtag #БезВас. 
L'analista statunitense Peter Dickenson, dell'Atlantic Council, ha paragonato la retorica di Zelensky a quella di Winston Churchill,  e il giornalista Serhiy Zvyglyanych ha tracciato analogie con le tesi di Leonid Kučma "L'Ucraina non è la Russia" e di Petro Porošenko "Lontano da Mosca!" 
Il 17 novembre 2022, la frase "senza di voi" è stata utilizzata dall'ambasciatrice britannica in Ucraina, Melinda Simmons, quando Kiev è stata colpita da un altro attacco. La foto che ha pubblicato mostrava un rametto di cotone, un altro simbolo della guerra.  I giornalisti hanno anche iniziato a stampare la frase sui materiali contenenti consigli su come sopravvivere con successo all'inverno in condizioni di frequenti interruzioni di corrente e di altri servizi comunali.   Il principio alla base di "senza di voi" è stato ripreso dai media nei commenti per l'uscita della Russia dall'accordo sui cereali, e la vita nella Cherson liberata è stata definita la "migliore incarnazione" del principio stesso.  Sia la sola frase e sia un più lungo estratto del discorso sono stati pubblicati su prodotti di merchandising.
Il 23 novembre 2022, dopo un massiccio attacco missilistico alle infrastrutture energetiche dell'Ucraina, una gran parte della Moldavia è rimasta senza elettricità. Il blackout ha spinto anche i moldavi a unirsi al flash mob "senza di voi".